# José Luis Mata
José Luis Mata Santacruz (Guadalajara, 12 de fevereiro de 1966) é um ex-futebolista e treinador de futebol mexicano que atuava como atacante. Atualmente é auxiliar-técnico do Zacatepec.

## Carreira em clubes
Mata jogou em apenas 3 clubes em sua carreira, iniciada em 1986 no Atlas. Pelos Rojinegros, o atacante disputou 92 partidas e fez 10 gols (boa parte deles foi como opção durante os jogos). Na temporada 1986–87, foi emprestado ao Deportivo Tepic.
Prejudicado por seguidas lesões, pendurou as chuteiras em 1995, com apenas 29 anos de idade, quando atuava pelo Pachuca. Depois da aposentadoria, virou treinador, comandando Académicos, Querétaro, Cuervos Negros de Zapotlanejo e Atlas (2 passagens, em 2010 e 2013).
Entretanto, o atacante ficou famoso por ter sido um dos 4 jogadores acima da idade permitida para jogar um torneio classificatório para o Mundial Sub-20 de 1989 - os outros foram Aurelio Rivera, Gerardo Giménez e José de la Fuente. Mata era 2 anos mais velho que sua idade oficial na época (24 anos e não 22), e o chamado "escândalo dos Cachirules" rendeu uma severa punição de 2 anos a todas as seleções do México, uma das mais fortes já impostas pela FIFA a uma seleção filiada à entidade.